# Educació a Guinea Equatorial
L'Educació a Guinea Equatorial és gratuïta i obligatòria fins a l'edat de 14 anys. tota l'educació pública depèn del Ministeri d'Educació, Ciència i Esports, la taxa bruta de matriculació en primària va ser 14,97 per cent, i la taxa neta de matriculació en primària va ser del 83,4 per cent. L'ingrés tardà al sistema escolar i les altes taxes de deserció són comunes, les nenes tenen més probabilitats que els nens d'abandonar l'escola, amb matrícula del voltant de 24 per cent dels estudiants.
L'educació primària és de cinc anys, seguits de quatre anys de secundària en la primera etapa i tres anys posteriors per a l'educació secundària en la segona etapa. En 2001, al voltant del 35% dels nens entre les edats de tres i sis estaven matriculats en algun tipus de programa preescolar.
S'estima que al voltant del 45 per cent de tots els estudiants completen la seva educació primària. La ràtio d'alumnes per professor per a l'escola primària era al voltant del 43:1 en 2000, la proporció per a l'escola secundària era de 23:1.
La Universitat Nacional de Guinea Equatorial és l'institut principal d'educació superior. Una altra institució important és el Col·legi Nacional Enrique Nvó Okenve amb presència a Malabo i a Bata. La taxa d'alfabetització d'adults per a l'any 2004 s'estima en al voltant de 84,2 per cent, amb 92,1 per cent per als homes i 76,4 per cent per a les dones.
A partir de 2003, la despesa pública en educació es va estimar en 0,6% del PIB, o l'1,6% de la despesa pública total.